# Aldeia dos Gordos

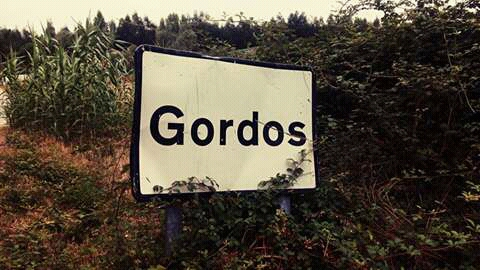
Placa indicativa da Aldeia dos Gordos, em Arazede.

Aldeia dos Gordos é uma aldeia da Freguesia de Arazede, no concelho de Montemor-o-Velho, distrito de Coimbra, Portugal.